# 夏の日の1993
「夏の日の1993」（なつのひのナインティーンナインスリー / なつのひのいちきゅうきゅうさん）は、1993年4月21日に発売されたclassのデビューシングル。

## 概要
表題曲「夏の日の1993」には、テレビ朝日系『君といつまでも』オープニングテーマ、セゾンカードのCMソングというタイアップが付いたが、ヒットの要因としては有線放送などでリクエストが殺到したことが挙げられる。近年の懐メロ番組でタイトルを「なつのひのナインティーンナインスリー」と紹介されることがあり、実際に曲中では ″1993″ の部分を ″ナインティーンナインスリー″ と歌っているが、タイトル自体は「なつのひのいちきゅうきゅうさん」が正しい。
累計売上は115.5万枚（オリコン調べ）または170万枚超（公称）。
2007年発売のオムニバス・アルバム『GIFT』には新録音された「夏の日の1993（Sea Side ver.）」が収録。パーカッションがフィーチャーされたラテン系のアレンジが特徴的。これがオリジナルメンバーでの最後の録音曲になった。
2008年12月に「夏の日の1993」のアンサーソングとして「冬の日の2009」がリリースされた。

## 収録曲
全作詞：松本一起　編曲：十川知司
1. 夏の日の1993
  - 作曲：佐藤健
2. Rainy Day
  - 作曲：北村勝彦
3. 夏の日の1993（オリジナル・カラオケ）

## 収録作品・カバー
| 発売日         | タイトル                                                                        | 規格品番   |
| -------------- | ------------------------------------------------------------------------------- | ---------- |
| 1993年07月26日 | オリジナル・アルバム『Mellow Prism』(#1Album Version,#2)                        | APCA-95    |
| 1994年11月14日 | ベスト・アルバム『CLASSIX』(#1Album Version,#2)                                 | APCA-124   |
| 1996年03月28日 | ベスト・アルバム『Class book-class 1993to1996 Best-』(#1,#2)                    | APCA-158   |
| 2002年09月04日 | 『TV THEMES』(#1)                                                               | KICX-7102  |
| 2003年03月26日 | 『J-POP 90'S "RED"』(#1)                                                        | AVCD-17290 |
| 2003年07月09日 | シングル『夏の日の1993 ～2003 up to date session～』(シングル)                  | COCA-15481 |
| 2005年04月06日 | 『DUO』(#1)                                                                     | MHCL-533   |
| 2005年07月27日 | ベスト・アルバム『究極のベスト! class』(#1,#2)                                  | WPCL-70517 |
| 2006年07月05日 | 『Summer』(#1)                                                                  | MHCL-839   |
| 2007年04月25日 | 『R35 Sweet J-Ballads』(#1)                                                     | WPCL-10398 |
| 2007年06月27日 | ベスト・アルバム『BEST of BEST』(#1,#2)                                         | WKCL-3032  |
| 2007年07月04日 | 『Hot Summer』(#1)                                                              | MHCL-1116  |
| 2007年08月08日 | 『「元気でSKA～!?」～春夏秋冬～』(#1,演奏:funnySkash)                           | CRCP-40182 |
| 2007年08月15日 | D・H・Y (Dogs Holiday of Yawn)『LOVERS』(#1)                                    | SFTL-1026  |
| 2007年10月24日 | 『GIFT』(#1Sea Side ver.)                                                       | BZCS-5013  |
| 2008年03月26日 | DJ和『J-ポッパー伝説 [DJ和 in No.1 J-POP MIX]』(#1)                             | AICL-1909  |
| 2008年07月02日 | eLEQUTE『J-POP HOUSE COVERS2 Q;uriosity～Digital Summer Love Collection』(#1)   | QCCR-0002  |
| 2008年07月09日 | 『SUMMERTIME』(#1)                                                              | FLCF-4241  |
| 2008年07月23日 | 『Lovers Style～Memories of Summer Breeze～』(#1,カバー)                        | TECI-1186  |
| 2008年07月23日 | 羽岡佳『HEARTFUL ORGEL 夏音』(#1)                                               | NECA-20060 |
| 2008年10月08日 | 『決定盤!!「ニュー・ミュージックの時代」ベスト』(#1)                            | PCCK-20006 |
| 2008年11月19日 | 『LOVERS COVERS SWEET』(#1)                                                     | PCCA-02790 |
| 2009年01月21日 | 『とくダネ! 朝のヒットスタジオ vol.3』(#1)                                      | UICZ-8049  |
| 2009年05月20日 | 『ラヴァーズ カヴァーズ クイック ミックス』(#1)                                 | CCA-2914   |
| 2009年07月01日 | 『BEST SUMMER』(#1)                                                             | MHCL-1547  |
| 2009年08月05日 | 『EXIT TRANCE PRESENTS 90's J COVERS』(#1)                                      | QWCE-00113 |
| 2009年08月26日 | ベスト・アルバム『プレミアム・ベスト class』(#1,#2)                             | WPCL-10703 |
| 2009年09月16日 | 『Sing! Sing! Sing! 2 ～Around 40's Karaoke Best Songs～』(#1)                  | TKCA-73463 |
| 2010年03月17日 | 『胸キュン90's ～ひとりで聴きたい恋の唄～』(#1)                                 | AVCD-38047 |
| 2010年05月19日 | 『ドライヴ・ミュージック～ヴォーカル編 ベスト』(#1)                             | PCCK-20053 |
| 2010年06月30日 | 『PERFECT SUMMER』(#1)                                                          | MHCL-1774  |
| 2010年07月21日 | eLEQUTE『J-Pop Cover メガ盛りMix Mixed by DJ eLEQUTE』(#1)                      | GST-0002   |
| 2010年07月21日 | DJ DDT-TROPICANA『トロピカル・ライフ・ミックスド・バイ・DJ DDT-TROPICANA』(#1)  | STBC-004   |
| 2010年08月18日 | 『CLIMAX Cool ～男性ヴォーカル・セレクション』(#1)                              | MHCL-1793  |
| 2010年10月27日 | LoveforMee『Sweets Pop～J-POP COVER 四季のウタ～ Songs by LoveforMee』(#1)      | FARM-0253  |
| 2011年05月11日 | えびすみほ『えびすレゲエ ミリオンヒッツ』(#1)                                   | GSCC-0005  |
| 2011年06月22日 | NEW ROMAN TRIO『夏うたJAZZ』(#1)                                                | COCB-53969 |
| 2011年07月06日 | 『サマートレジャー』(#1)                                                        | MHCL-1927  |
| 2011年08月10日 | 日浦孝則『SEA OF LOVE』(#1,セルフカバー)                                        | VSRC-1023  |
| 2011年08月24日 | 『クライマックス ベスト 90's プラチナ』(#1)                                     | MHCL-1953  |
| 2011年11月30日 | 山根万理奈『ざっくばらん』(#1)                                                  | WPCL-11015 |
| 2011年12月14日 | Water『Water Covers』(#1)                                                       | SNR-11111  |
| 2011年12月21日 | サカモト教授『サカモト教授の8bitジュークボックス』(#1)                          | LACD-0226A |
| 2012年05月23日 | DJ SASA with THE ISLANDERS『夏ソンちゅ』(#1)                                    | KICS-1767  |
| 2012年06月20日 | 『ドラマティック・サマー ～平成夏うたベスト～』(#1)                             | MHCL-2070  |
| 2012年08月15日 | classM『夏の日の1993』(#1,カバーシングル)                                       | BCS-58002  |
| 2012年10月17日 | 『ザ プレミアム ベスト ニューミュージック・ヒットソングス集』(#1)               | PCCA-03724 |
| 2013年06月19日 | 『LOVE STORIES IN SUMMER』(#1)                                                  | PCCA-03857 |
| 2013年06月26日 | 『ファンタスティック・サマー～夏うたスーパー・ベスト』(#1)                      | MHCL-2290  |
| 2013年07月10日 | 『J-POP charge～Summer Hits～』(#1,DJ KAZMA)                                    | FLLM-022   |
| 2013年08月21日 | class with Battle Cry『1993』(#1)                                               | BCS-58012  |
| 2014年03月26日 | 飛蘭『FAYvorite』(#1)                                                           | LACA-15396 |
| 2014年06月25日 | 『エンドレス・サマー -フォー・ア・ロング・バケーション-』(#1)                   | MHCL-2450  |
| 2014年07月09日 | 垂石雅俊『夏うた』(#1)                                                          | KICS-3074  |
| 2014年07月23日 | 『J-POP RAGGA COLORS MIX～SWEET COVERS～』(#1)                                  | BLAMK-0002 |
| 2014年09月17日 | 『J-POP de EDM 神話』(#1,Ocean Lover)                                           | KICS-3101  |
| 2014年10月15日 | 『ニューミュージックの時代 ベスト』(#1)                                         | PCCK-20089 |
| 2015年02月04日 | 『R40'S SURE THINGS!! Around 40'S SURE THINGS 告白ソング』(#1)                  | TKCA-74188 |
| 2015年06月24日 | 『夏色音楽～paradiso』(#1)                                                      | MHCL-2536  |
| 2015年11月27日 | 広橋真紀子・加藤敏樹『リラクシング・ピアノ～ベスト フォーエバー・ソングス』(#1) | DLPW-807   |
| 2017年5月24日  | 鬼龍院翔『オニカバー90's』                                                      | EAZZ-0177  |
| 2019年02月27日 | はやぶさ『歌謡カヴァーソングス2』(#4)                                           | VICL-65098 |
| 2019年07月31日 | 富士葵『エールアンドエール』(#3)                                                | UPCH-5965  |